# Microserica pyrrhopoecila
Microserica pyrrhopoecila är en skalbaggsart som beskrevs av Brenske 1899. Microserica pyrrhopoecila ingår i släktet Microserica och familjen Melolonthidae. Inga underarter finns listade i Catalogue of Life.